# Попович, Евгений Авксентьевич
Евгений Авксентьевич Попо́вич (укр. Євге́н Оксе́нтович Попо́вич; 25 июня 1930, село Межирич, Каневский район — 6 июля 2007, Киев) — украинский филолог, редактор, журналист и переводчик.

## Биография
Окончил Киевский университет (1956), филолог-германист. Занимался журналистикой (1956—1957), работал редактором в издательстве «Веселка» (1957—1967). С 1967 года занимался исключительно переводами. Член СП Украины (1968).
Жена — переводчик детской литературы со шведского и английского языков Ольга Сенюк.
В 2006 передал свою богатейшую библиотеку в дар Киево-Могилянской академии.
Умер на 78-м году жизни 6 июля 2007 года. Похоронен вместе с женой на Байковом кладбище в Киеве (участок № 49а).

## Творчество
В его переводах были опубликованы сказки братьев Гримм и Вильгельма Гауфа, произведения Лессинга, Гёте, Гейне, Гофмана, Кафки, Т. Манна, Гессе, Й. Рота, Э. Юнгера, Ремарка, Бёлля, Фриша, Витгенштейна, Хайдеггера и др.

## Признание
Литературные премии имени Максима Рыльского и Мыколы Лукаша.